# 塔克山 (努登舍爾德海岸)
塔克山（英語：Mount Tucker），是南極洲的山峰，位於葛拉漢地的努登舍爾德海岸，俯瞰拉森灣，根據英國探險隊的測量繪入地圖，現時由南極條約體系管理。